# Мегацерква
Мегацерква (англ. MegaChurch) — загальноприйнята в англомовних країнах назва протестантських церков чисельністю більше 2000 парафіян, які збираються в одному приміщенні. Мегацеркви бувають як деномінаційні, так і позаденомінаційні.
Найбільшою мегацерквою у світі є Yoido Full Gospel Church, до якої входить 830 000 членів станом на 2007 рік.